# Tom Wlaschiha
Thomas „Tom“ Wlaschiha (* 20. června 1973 Donín, NDR) je německý filmový, televizní a divadelní herec i dabér, mezinárodně proslulý především ztvárněním role Jaqena H'ghara v několika řadách populárního fantasy seriálu Hra o trůny, případně jako Sebastian Berger z koprodukčního seriálu Bez hranic. Ve velkých amerických filmových produkcích hrál zprvu spíše menší role, např. v Nepříteli před branami (2001), Mnichovu (2005), 16 blocích (2006) nebo Rivalech (2013). Po úspěchu Hry o trůny se dostavily také větší úlohy v americké televizní tvorbě, jako byly seriály Jack Ryan nebo Stranger Things. V domácí kinematografii dostal rozmanité příležitosti od lehkých komedií typu Sladký život na Ibize (2004) a Každá smůla jednou končí (2012) přes mytického Krabata (2008) po historická dramata Resistance (2011) či V lásce a válce (2018) nebo až k thrilleru Berlin Falling (2017). Významnou úlohu měl např. i ve výpravném válečném seriálu Ponorka. Divadelnímu herectví se věnoval spíše jen v prvních letech svojí profesní kariéry, později přidal hlasové herectví.

## Život
Narodil se 20. června 1973 ve východoněmeckém Doníně poblíž německo-českých hranic. Média uvádí, že má české kořeny, což má dokládat i jeho příjmení, neboť jeho předkové v 19. století přišli do Německa. Jeho strýc byl známý operní pěvec Ekkehard Wlaschiha a sám Thomas se v mládí učil hře na klavír. Po pádu Berlínské zdi ve svých 17 letech odešel na roční studijní pobyt do USA, odkud si mimo jiné odnesl znalost angličtiny, k níž později přidal ruštinu, španělštinu a francouzštinu. Dalším jeho ovládaným jazykem se stala italština a podle vlastního vyjádření též neoficiální sasština.
Už ve svých 15 či 16 letech se toužil stát hercem. V letech 1992–1996 studoval herectví na Vysoké škole hudební a divadelní Felixe Mendelssohna Bartholdyho v Lipsku. Studoval také na konzervatoři v belgickém Lutychu. Poté až do roku 1999 hrál v Divadle mladé generace v Drážďanech. Tehdy se také začal objevovat na televizních obrazovkách v seriálech jako Wolkenstein či Der Fahnder. Za hraním se pak přestěhoval do Berlína.

### Rozjezd herecké kariéry vnultých letech

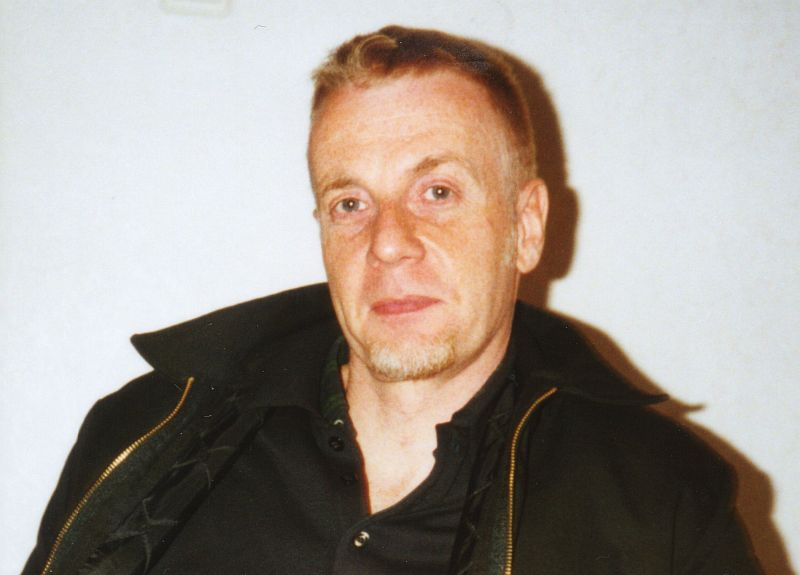
Jochen Hick, v jehož filmu No One Sleeps Wlaschiha dostal svoji první hlavní roli (foto 2004).

Svůj filmový debut zaznamenal v mysteriózním krimithrilleru Jochena Hicka No One Sleeps (2000). V něm ztvárnil hlavní postavu Stefana Heina, východoněmeckého gay studenta medicíny, jenž přijíždí do San Francisca na lékařský kongres, aby zde představil poznatky z výzkumu svého zesnulého otce, experta na HIV-AIDS, a zároveň pátral po jeho osudu. I když rukou sériového vraha zemře jeho kontakt v místní gay komunitě, pokračuje v riskantním vyšetřování na vlastní pěst.
Mezi lety 2000 a 2004 Wlaschiha účinkoval v jedné z hlavních úloh seriálu televize ZDF Létající doktoři (Die Rettungsflieger), v jehož 12 epizodách ztvárnil pomocného lékaře letecké záchranné služby Torstena Biedenstedta. Vedlejší či epizodní role měl i v dalších seriálech jako Místo činu (Tatort, 2000), Specialisté na vraždy (Die Cleveren, 2000), Mravnostní oddělení (Die Sitte, 2003), Die Stunde der Offiziere (2004) či Kobra 11 (Alarm für Cobra 11 – Die Autobahnpolizei, 2007).
V německé televizní komedii Christopha Schreweho Verliebte Jungs (2001) odehrál hlavní roli Olivera, jednoho z dvojice kamarádů, kteří se během nudné brigády v letním pivním občerstvení snaží vyhrát tučnou sázku o to, kdo se vyspí s více ženami. Další hlavní komediální roli získal v kinofilmu Gernota Rolla Sladký život na Ibize (Pura Vida Ibiza, 2003/2004) jako Felix, jeden z trojice nerozlučných přátel, kteří se po maturitě rozhodnou strávit léto v turistickém ráji Ibize tak, že se přihlásí jako animátoři zábavního programu v tamním klubu Octopus, místo očekávaného užívání si léta jim však přísná šéfka klubu připraví galeje. V dobrodružném vánočním příběhu Josepha Vilsmaiera Kouzelný křišťál (Bergkristall, 2004) získal jen vedlejší úlohu pastýře Philippa, o něco větší role zdravotníka Hannese na něj čekala v katastrofickém filmu Gregora Schnitzlerse Die Wolke (česky Mrak či Radiace útočí, 2006).
V téže době se začal objevovat také v prvních vedlejších úlohách velkých amerických filmových produkcí, poté co navázal spolupráci s londýnskou agenturou. Již v roce 2001 se mihl jako voják ve velkém koprodukčním válečném filmu Jeana-Jacquesa Annauda Nepřítel před branami. Následně si zahrál reportéra ve Spielbergově Mnichovu (2005) nebo pasažéra autobusu v 16 blocích Richarda Donnera (2006). Malou roli obsadil i ve Valkýře (2008), jeho scéna se však do finální podoby filmu nedostala.
Na divadelních prknech stál naposledy v roce 2007, pak už se soustředil jen na herectví před kamerou či hlasové herectví. V jeho kariéře dominovaly v dalších letech německé televizní filmy a seriály. Patřila k nim třináctidílná minisérie Berlín 1905 (Unter den Linden – Das Haus Gravenhorst, 2006), v níž ztvárnil kočího Hermanna Pikeweita pracujícího pro bohatou berlínskou dynastii čokoládových továrníků. V historickém televizním dramatu Josepha Vilsmaiera Zkáza lodi Gustloff (Die Gustloff, 2006) hrál loďmistra a ve fantasy snímku Marca Kreuzpaintnera Krabat: Čarodějův učeň (Krabat, 2008) představoval jednoho z čarodějových učňů Hanza. V roce 2009 byl Wlaschiha obsazen do role Sebastiana Vollenbrincka v denní mýdlové opeře Eine für alle – Frauen können's besser o čtveřici žen, které vystoupí z dělnických profesí na výrobní lince a převezmou vedení továrny, aby zachovaly její provoz a pracovní místa. Následujícího roku byl obsazen i do pětidílné mysteriózní minisérie televize BBC The Deep (2010) o výzkumné expedici, která ztroskotala v ponorce v Severním ledovém oceánu.

### Mezinárodní renomé v10.letech

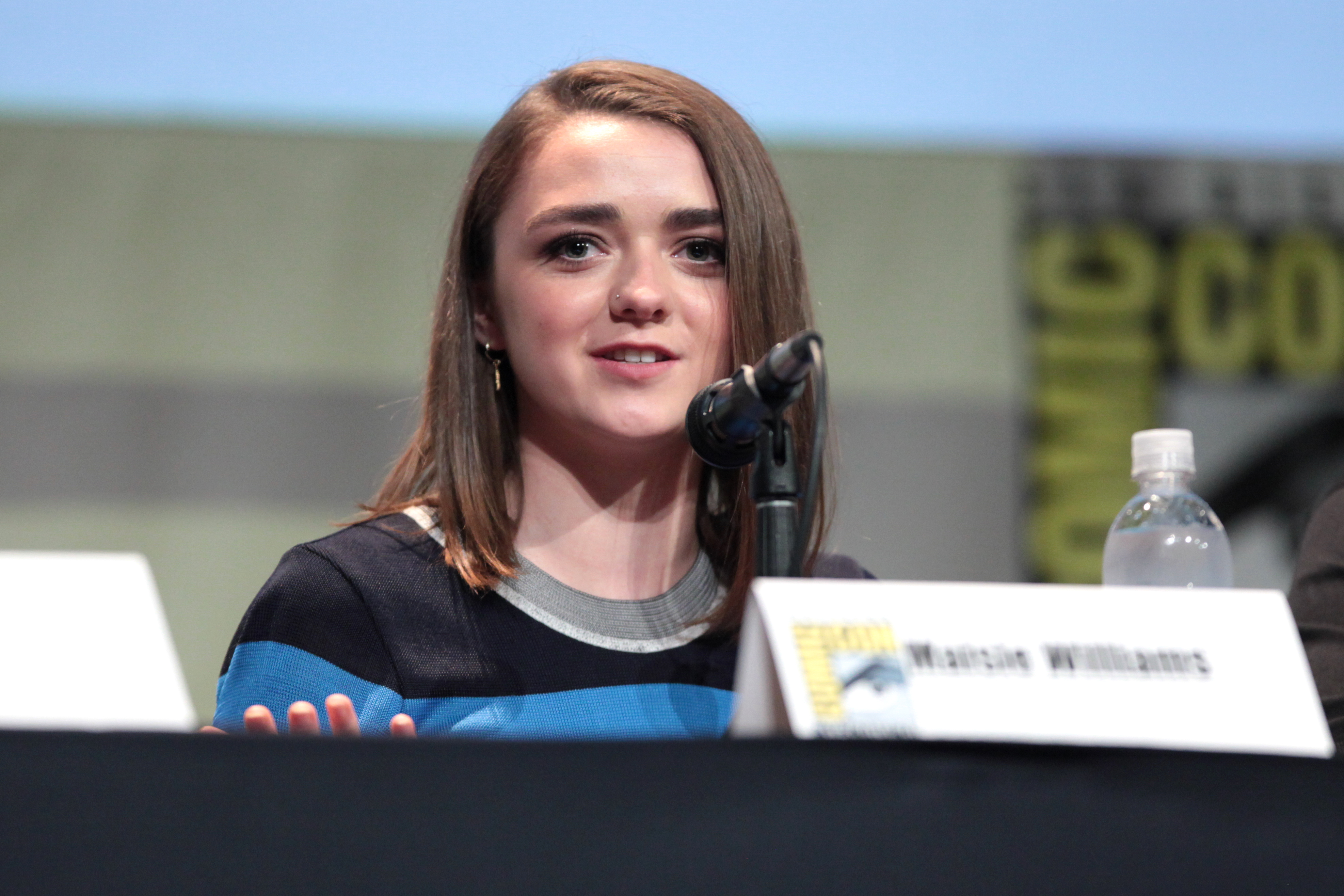
Maisie Williamsová, po jejímž boku Wlaschiha účinkoval ve Hře o trůny (foto 2015).

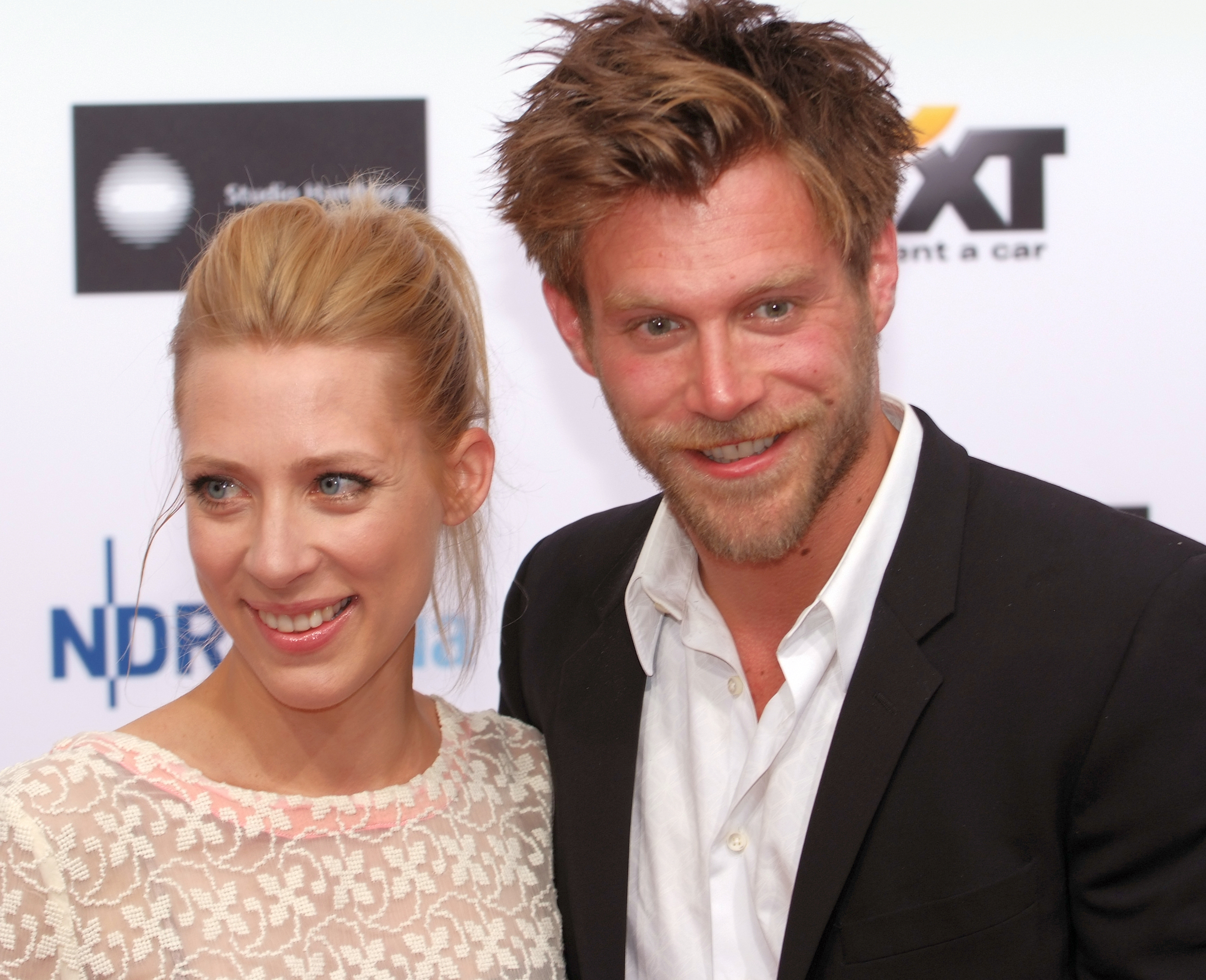
Marisa Leonie Bach a Ken Duken jako pár, jemuž Waschiha v thrilleru Berlin Falling zkomplikoval setkání (foto 2012).

Rostoucího úspěchu se Wlaschihovi dostávalo s přicházejícími obsažnějšími mezinárodními rolemi v 10. letech 21. století. Ostatně v roce 2011 se přestěhoval do Londýna, aby si ušetřil cestování za castingem. Po dvouletém pobytu v Londýně se však vrátil zpět do Berlína, kde nadále bydlel v podkrovním bytě ve čtvrti Kreuzberg.
V roce 2011 ztvárnil hlavní mužskou postavu v britsko-německém režijním debutu Amita Gupty Resistance, který byl natočen podle stejnojmenného románu Owena Sheerse jako drama odehrávající se v alternativní realitě roku 1944, kdy spojenecké vylodění v Normandii neuspělo a Němci naopak postupně okupují Británii. Skupina německých vojáků vedených kapitánem Albrechtem Wolframem, jehož Wlaschiha představoval, přichází na podzim do velšského horského údolí Olchon, kde najdou jen opuštěné ženy a během kruté zimy, která je v údolí uvězní, hledají cestu mezi nedůvěrou a vzájemnou potřebností. Jednoho ze dvou nápadníků protagonistky Diany Amftové hrál v německé komedii Christine Hartmannové Každá smůla jednou končí (Frisch gepresst, 2012) o vystresované majitelce prodělávajícího obchůdku, která se rozhoduje mezi vztahem s drsňákem Gregorem a dobrákem Chrisem, zatímco zjistí, že je těhotná, neví však s kým. Následovala vedlejší úloha rakouského závodníka Haralda Ertla v koprodukčním životopisném filmu Rona Howarda o soupeřících pilotech formule 1 Rivalové (2013) či role prince Alberta v historickém snímku Mikea Leigha Mr. Turner (2014), pojednávajícím o britském výstředním malíři J. M. W. Turnerovi.
V širokou mezinárodní známost Wlashiha vešel od roku 2012 v produkci HBO, když se ujal role tajemného nájemného vraha Jaqena H'ghara v druhé řadě velkolepého fantasy seriálu Hra o trůny podle knižní předlohy George R. R. Martina. Populární se stala např. jeho replika „Dívka nemá jméno.“ směřovaná z pozice trpělivého gurua k mladé horkokrevné Aryi Stark (Maisie Williamsová). Podle hercova vyjádření byla účast na tomto projektu důležitá i v tom, že mu poskytla příležitost dostat se k dalším rolím a nabídkám. Podle vlastního vyprávění přitom prošel castingem díky videu natočenému přítelem na iPhone, aniž by předtím sérii nebo její knižní předlohu znal. S postavou Jaqena H'ghara se do seriálu vrátil znovu v páté i šesté řadě (2015, 2016). Byl přizván i k dalšímu natáčení, v následujících dvou řadách seriálu se však již neobjevil; jednalo se jen o trik produkce, aby předešla úniku informací ohledně výskytu postav v připravovaných dílech. Jako zkušený dabér svoji postavu namluvil také v německém znění seriálu.
Po prvním účinkování ve Hře o trůny se Wlaschihovi naskytla další příležitost v mezinárodní televizní produkci, tentokrát šlo o koprodukční akční krimisérii Bez hranic (Crossing Lines, 2013–2015), která se natáčela mimo jiné i v České republice s účastí českých hereckých osobností ve vedlejších rolích. V ní obsadil jednu z hlavních úloh berlínského komisaře Sebastiana Bergera, který jako specialista na technologie spolupracuje v mezinárodním kriminalistickém týmu na potírání zločinu v Evropě. Do roku 2015 vzniklo celkem 34 dílů ve třech sériích.
Jednu z dvojice ústředních postav hrál Wlaschiha v německém thrilleru Berlin Falling (2016) po boku Kena Dukena, který příběh o teroristickém činu v německé metropoli také režíroval. Nezávislý nízkorozpočtový snímek po uvedení do německých kin pronikl mezi top 10. Následovala jedna z hlavních postav dánsko-německo-českého milostného historického dramatu Kaspera Torstinga V lásce a válce (I Krig & Kærlighed, 2018). Wlaschiha v něm ztvárnil pruského důstojníka Gerharda, který je rivalem v lásce dánského válečného zběha Esbena (Sebastian Jessen), jenž po návratu z fronty první světové války usiluje o vlastní přežití i o svoji rodinu. V prosinci 2020 uvedla VOD společnost Netflix italskou retro filmovou dramedii Rose Island (L'incredibile storia dell'Isola delle Rose) založenou na skutečných událostech z konce 60. let 20. století při vzniku anarchoutopického Růžového ostrova poblíž italských břehů. Ten postavil a na něm založil vlastní mikronárod italský snílek a inženýr Giorgio Rosa, jehož ve filmu režiséra Sydneyho Sibilii ztvárnil Elio Germano, a po jeho boku stanul mimo jiné klubový promotér Rudy Neumann v podání Toma Wlaschihy.
Dalším seriálovým angažmá po Hře o trůny a Bez hranic se stalo od roku 2018 výpravné historické válečné drama Ponorka (Das Boot) v koprodukci německé odnože televize Sky, Bavaria Fiction a Sonar Entertainment. Natáčel jej rakouský režisér Andreas Prochaska z velké části v Barrandovských ateliérech či areálu Pragovky a také v Mnichově, La Rochelle a na Maltě. Wlaschiha v příběhu ztvárnil roli frankofilního vyšetřujícího důstojníka gestapa Hagena Forstera, který při pátrání po špionech a odbojářích ve francouzském přístavu La Rochelle zaměstnává překladatelku Simone Strasserovou (Vicky Krieps), jejíž mladší bratr Frank (Leonard Scheicher) slouží jako radista na ponorce U-612. Rok a půl po první osmidílné řadě seriálu byla uvedena druhá řada (2020) a následně byla ohlášena i příprava řady třetí. Mezitím si Wlaschiha odskočil k americké produkci, když v postavě bývalého operativce BND a nájemného zabijáka Maxe Schenkela nastoupil do začátku druhé řady akčního seriálu Jack Ryan (2019) po boku titulního hrdiny v podání Johna Krasinskiho, resp. spíše proti němu.
V únoru 2020 se Wlaschiha objevil v teaseru ke 4. řadě hororového sci-fi seriálu streamovací televize Netflix Stranger Things, kde měl ztvárnit vedlejší roli ruského vězeňského dozorce Dmitrije. Kvůli koronavirové pandemii se však natáčení pozastavilo.

### Dabing
Kromě hraní před kamerou se Wlaschiha věnuje také dabingu. Např. v německé verzi disneyovsko-pixarovského animovaného filmu Hodný dinosaurus (v němčině Arlo & Spot, 2015) namluvil depresivního dinosaura. Často daboval i svou vlastní cizojazyčnou roli pro německé znění filmu či seriálu. K tomu uvedl, že jazyk tvoří polovinu herectví, takže přirozeně nechce, aby ho namlouval někdo jiný. Namlouvá také audioknihy, např. cestopis Sněžný levhart (Der Schneeleopard) francouzského spisovatele a cestovatele Sylvaina Tessona pro německé vydavatelství Argon. Spolu s Larsem Mikkelsenem namluvil dramatizovaný příběh Sundets Stilhed (německy Die Stille der Sunde) jako stylizovaný průvodce stezkou k domu Bertolta Brechta v dánském přístavním městě Svendborg.

### Soukromí
I přes zájem médií a fanouškovské obce Tom Wlaschiha není příliš sdílný ohledně svého soukromého života, nevyjadřuje se ke spekulacím o svém romantickém životě, manželství, rodině ani sexuální orientaci. Např. v květnu 2017 se v rozhovoru vyjádřil, že je velmi pracovně vytížený a soukromý život zůstává až na druhém místě. Podobně v květnu 2020 hovořil o tom, že hodně času tráví při natáčení po hotelech a jeho soukromý život je omezený na minimum, což se však podle něj vyvažovalo účastí na zajímavých mezinárodních projektech, po čemž vždy toužil.
Podle vlastního vyjádření, ač má jako herec kvůli cestování po mezinárodních produkcích patrně značnou ekologickou stopu, v soukromí se snaží žít udržitelně podle rčení „méně je více“. V roce 2015 se účastnil projektu německého Federálního ministerstva pro rozvoj a spolupráci (BMZ) ohledně zajištění potravin v Etiopii a klimatických změn v Bolívii. V roce 2018 se angažoval v kampani Deutsche Umwelthilfe za udržitelný rybolov.
V rozhovoru v květnu 2020 uvedl v souvislosti se svojí hrou na klavír, že má rád ruské skladatele Rachmaninova, Čajkovského a Šostakoviče.

## Filmografie

### Film
| Rok           | Název                                                      | Postava                       | Poznámky       |
| ------------- | ---------------------------------------------------------- | ----------------------------- | -------------- |
| 1999          | Přeji si lásku / Ich wünsch Dir Liebe                      | soused                        | TV film        |
| 2000          | No One Sleeps                                              | Stefan Hein                   |                |
| 2001          | Nepřítel před branami / Enemy at the Gates                 | voják                         |                |
| 2001          | Verliebte Jungs                                            | Oliver                        | TV film        |
| 2002          | Die Nacht, in der ganz ehrlich überhaupt niemand Sex hatte | Stefan                        | TV film        |
| 2003          | Perfektní život / Fast perfekt verlobt                     | Nikas Kollege                 | TV film        |
| 2004          | Sladký život na Ibize / Pura vida Ibiza                    | Felix                         |                |
| 2004          | Die Stunde der Offiziere                                   | kapitán Axel von dem Bussche  | TV dokument    |
| 2004          | Kouzelný křišťál / Bergkristall                            | pastýř Philipp                |                |
| 2005          | Ikona / Icon                                               | řidič mercedesu               | TV film        |
| 2005          | Mnichov / Munchen                                          | reportér ve Fürstenfeldbrucku |                |
| 2006          | 16 bloků / 16 Blocks                                       | cestující autobusu            |                |
| 2006          | Mrak / Radiace útočí / Die Wolke                           | Hannes                        |                |
| 2007          | My Little Boy                                              | Wolfgang                      | krátký film    |
| 2007          | Fürchte dich nicht                                         | poručík Falk                  | TV film        |
| 2008          | Zkáza lodi Gustloff / Die Gustloff                         | loďmistr                      | TV film        |
| 2008          | Návrat na Brideshead / Brideshead Revisited                | Kurt                          |                |
| 2008          | Krabat: Čarodějův učeň / Krabat                            | Hanzo                         |                |
| 2008          | Valkýra / Valkyrie                                         | komunikační důstojník         |                |
| 2011          | Christopher and His Kind                                   | Gerhardt Neddermayer          | TV film        |
| 2011          | Who's Watching Who                                         | Thomas                        | krátký film    |
| 2011          | Stilles Tal                                                | Olli Reschke                  |                |
| 2011          | Anonym / Anonymous                                         | kapitán stráží (neuvedený)    |                |
| 2011          | Resistance                                                 | Albrecht                      |                |
| 2012          | Každá smůla jednou končí / Frisch gepresst                 | Chris                         |                |
| 2012          | On je žena / Mann kann, Frau erst recht                    | Moritz Blank                  | TV film        |
| 2013          | Ohne Gnade!                                                | Baboo                         |                |
| 2013          | Rivalové / Rush                                            | Harald Ertl                   |                |
| 2014          | Mr. Turner                                                 | princ Albert                  |                |
| 2017          | Eltern und andere Wahrheiten                               | Torsten Pfeffer               | TV film        |
| 2017          | Berlin Falling                                             | Andreas                       |                |
| 2017          | Dobermann                                                  | Siras                         | krátký film    |
| 2018          | V lásce a válce / I krig & kærlighed                       | Gerhard                       |                |
| 2019          | Lan xin da ju yuan                                         | Saul Speyer                   |                |
| 2020          | Rose Island                                                | Wolfgang Rudy Neumann         |                |
| bude oznámeno | Escape to the Sea                                          | Karl                          | v postprodukci |

### Televize
| Rok              | Název                                                 | Postava                                                                  | Poznámky                                                    |
| ---------------- | ----------------------------------------------------- | ------------------------------------------------------------------------ | ----------------------------------------------------------- |
| 1995             | Stubbe – Von Fall zu Fall                             | Koschi                                                                   | 1. díl 1. řady „Stubbes Erbschaft“                          |
| 1996             | Max Wolkenstein                                       | Kai                                                                      | 5. díl 1. řady „Verbotene Liebe“                            |
| 1997             | Mama ist unmöglich                                    | Rico                                                                     | 7. díl 1. řady „Mama ahoi!“                                 |
| 1998             | Der Fahnder                                           | Dieter Feldberg                                                          | 5. díl 8. řady „Direkt ins Herz“                            |
| 2000             | Specialisté na vraždy / Die Cleveren                  | Jochen                                                                   | 2. díl 2. řady „Der Rosenkavalier“                          |
| 2000             | Místo činu / Tatort                                   | Lars Kante                                                               | epizoda „Das letzte Rodeo“                                  |
| 2000–2001, 2004  | Létající doktoři / Die Rettungsflieger                | Feldwebel Torsten Biedenstedt                                            | 14 dílů 4.–5. a 8. řady                                     |
| 2003             | Mravnostní oddělení / Die Sitte                       | Bernd Horsten                                                            | 2. díl 1. řady „Auf gute Nachbarschaft“                     |
| 2003             | Unser Charly                                          | Richy                                                                    | 2. díl 8. řady „Charly sieht alles“                         |
| 2003             | Im Namen des Gesetzes                                 | Tobias Ording                                                            | 8. díl 3. řady „Todesspiel“                                 |
| 2003             | Küstenwache                                           | Felix Kemper                                                             | 12. díl 6. řady „Entführung auf See“                        |
| 2003             | Hallo Robbie!                                         | Horst                                                                    | 1. díl 3. řady „In letzter Sekunde“                         |
| 2004             | Ein Fall für zwei                                     |                                                                          | 2. díl 24. řady „Mord aus Liebe“                            |
| 2004, 2007, 2012 | In aller Freundschaft                                 | dr. Daniel Lohmann (7. a 9. řada) / Julian Tessner (14. řada; neuvedený) | 4 díly                                                      |
| 2006             | Berlín 1905 / Unter den Linden – Das Haus Gravenhorst | Hermann Pikeweit                                                         | 13 dílů                                                     |
| 2006             | SOKO Wismar                                           | Jens Holling                                                             | 8. díl 3. řady „Halbe Volte“                                |
| 2006             | Zwei Engel für Amor                                   | Sebastian / muž (neuvedený)                                              | 3 díly                                                      |
| 2007             | GSG 9 – Ihr Einsatz ist ihr Leben                     | Wetting                                                                  | 9. díl 1. řady „Abgewiesen“                                 |
| 2007             | Kobra 11 / Alarm für Cobra 11 – Die Autobahnpolizei   | Nick Weiss                                                               | 6. díl 22. řady „Stunde der Wahrheit“                       |
| 2008             | Spoons                                                |                                                                          |                                                             |
| 2008             | Unschuldig                                            | Endres                                                                   | 9. díl 1. řady „Große Fische“                               |
| 2008             | Die Patin – Kein Weg zurück                           | Lew                                                                      |                                                             |
| 2009             | Wilsberg                                              | Stefan Wehnert                                                           | 26. díl 1. řady „Der Mann am Fenster“                       |
| 2009             | Eine für alle – Frauen können's besser                | Sebastian Vollenbrinck                                                   | 19 dílů                                                     |
| 2009             | Ihr Auftrag, Pater Castell                            | Thomas Welz                                                              | 2. díl 2. řady „Der Schatz des Kaufmanns“                   |
| 2010             | Der letzte Bulle                                      | Markus Breckwoldt                                                        | 2. díl 1. řady „Überlebenstraining“                         |
| 2010             | The Deep                                              | Arkady                                                                   | 4 díly                                                      |
| 2010             | Dobrodružství Sarah Jane / The Sarah Jane Adventures  | poručík Koenig                                                           | 9. a 10. díl 4. řady „Lost in Time“                         |
| 2011             | Kriminálka Stuttgart / SOKO Stuttgart                 | Benedikt Fahl                                                            | 9. díl 3. řady „Lavendeltod“                                |
| 2012             | Zvláštní jednotka, Lipsko / SOKO Leipzig              |                                                                          | 12. díl 11. řady: „Junggesellinnenabschied“                 |
| 2012, 2015–2016  | Hra o trůny / Game of Thrones                         | Jaqen H'ghar                                                             | 17 dílů (hlavní postava v 5. a 6. řadě; vedlejší v 2. řadě) |
| 2013–2015        | Bez hranic / Crossing Lines                           | Sebastian Berger                                                         |                                                             |
| 2013             | Hercule Poirot / Agatha Christie's Poirot             | Schwartz                                                                 | 4. díl 13. řady „The Labours of Hercules“                   |
| 2014             | Borgia                                                | Filip I. Kastilský                                                       | 13. díl 3. řady „1506“                                      |
| 2015             | Místo činu / Tatort                                   | Thorsten Rausch                                                          | epizoda „Borowski und die Kinder von Gaarden“               |
| 2017             | Maigret a noc na křižovatce / Maigret                 | Carl Anderson                                                            | 1. díl 2. řady „Maigret's Night at the Crossroads“          |
| 2017             | Schuld nach Ferdinand von Schirach                    | komisař Weinhauer                                                        | 2. díl 2. řady „Anatomie“                                   |
| 2017             | Dengler                                               | Marius Brauer                                                            | 3. díl 1. řady „Die schützende Hand“                        |
| 2018             | Ponorka / Das Boot                                    | Hagen Forster                                                            |                                                             |
| 2018             | Díky za vzpomínky / Thanks for the Memories           | Justin Beckmann                                                          |                                                             |
| 2019             | Jack Ryan / Jack Ryan                                 | Max Schenkel                                                             | 4 díly v 2. řadě                                            |
| 2022             | Stranger Things                                       | Dmitri „Enzo“ Antonov                                                    | 8 dílů ve 4. řadě                                           |

## Ocenění
Tom Wlaschiha za svou kariéru získal několik ocenění či nominací:
- 2016 Cena Sdružení filmových a televizních herců – kolektivní nominace na cenu v kategorii nejlepší obsazení v dramatickém seriálu za seriál Hra o trůny
- 2019 Německé televizní ceny (Deutscher Fernsehpreis) – nominace na cenu v kategorii nejlepší herec za seriál Ponorka[71]
- 2019 Mezinárodní televizní festival v Monte Carlu – nominace na cenu Zlatá nymfa v kategorii nejlepší herec v dramatickém seriálu za seriál Ponorka[72]
- 2020 CinEuphoria Awards – kolektivní čestné uznání jako člen týmu seriálu Hra o trůny